# 樋口探月
樋口 探月（ひぐち たんげつ、文政5年（1822年）- 明治29年（1896年））は、江戸時代、明治時代の日本画家。名は守保。江戸時代は薩摩藩御用絵師、明治時代は宮内省の画業を請け負った。

## 経歴
江戸時代、諸藩の御用絵師たちは江戸に出て、多くが狩野派絵師に弟子入りし学んでいたが、薩摩藩では奥絵師の鍛冶橋狩野家に入門させていた。鍛冶橋狩野家8代当主の狩野探淵（守真）に師事し、23歳で認可を得て、上総、上野、相模などを遊歴する。
明治元年（1868年）宮内省に屏風を納入した。明治3年（1870年）神祇官に出仕、翌年、神祇少録を拝命。明治4年（1871年）の大嘗会豊明節会では悠紀主基屏風を狩野芳信（梅香、金杉片町狩野家）と共に作画する。
明治10年（1877年）に岩倉具視は、廃絶しつつあった維新以前の京都での宮中行事を記録した儀式書の編纂を決定していた。明治13年（1880年）より旧儀式取調を命ぜられ、明治15年（1882年）の内国絵画共進会で褒状を受ける。明治20年（1887年）、儀式次第書『公事録』が完成し、これらの場面を詳細に描いた「公事録附図」（宮内庁三の丸尚蔵館所蔵）を納入した。
依田學海、八田知紀らとも親交があった。慶応4年（1868年）の京都画壇における如雲社の結成にも関与していたのではないかといわれる
。
弟子に五姓田芳柳、狩野探溟（平林探溟）など。また、明治11年（1878年）に短期間、黒田清輝へ日本画の手ほどきをしたという。

## 参考資料
- 岩切信一郎『一寸 36号「樋口探月斉守保という画家―依田学海、八田知紀、五姓田芳柳、黒田清輝等の関係をめぐって―」』学藝書院、2008年
- 『昭和女子大学図書館70年の歩み』昭和女子大学図書館、2020年